# Даирбеков, Нурлан Слямханович
Нурлан Слямханович Даирбеков — казахстанский математик, доктор физико-математических наук, профессор и директор научно-образовательного центра Казахского
Национального исследовательского технического университета имени К. И.
Сатпаева, главный научный сотрудник института математики и математического моделирования. Число Эрдёша — 4.

## Биография
Родился 24 ноября 1960 года в селе Никитинка Уланского района Восточно-Казахстанской области.
Окончил республиканскую физико-математическую школу в Алма-Ате (1977), механико-математический факультет Новосибирского государственного университета по специальности «математик» (1978—1983) и аспирантуру Института математики имени С. Л. Соболева СО АН СССР (1983—1986).
Диссертации:
- Устойчивость в C-норме классов решений эллиптических систем линейных уравнений в частных производных : диссертация … кандидата физико-математических наук : 01.01.01. — Новосибирск, 1986. — 103 с.
- Устойчивость классов отображений, уравнения Бельтрами и квазирегулярные отображения нескольких переменных : диссертация … доктора физико-математических наук : 01.01.01. — Новосибирск, 1995. — 190 с.

## Профессиональная биография
- 09/1984-06/2006 Новосибирский государственный университет, г. Новосибирск. Ассистент, доцент, профессор
- 09/1983-02/2009 Институт математики им. С. Л. Соболева СО РАН, г. Новосибирск, Младший научный сотрудник, научный сотрудник, старший научный сотрудник, ведущий научный сотрудник
- 02/2004-02/2005 Институт математики им. Макса Планка, г. Бонн, Ученый
- 12/2007-03/2009 Университет Вашингтона, г. Сиэтл, Приглашенный профессор
- 02/2006-30/05/2010 Университет им. Сулеймана Демиреля, г. Алматы, Профессор
- 01/2009-31/12/2011 Институт математики, информатики и механики МОН РК, г. Алматы, Зав. Лабораторией
- 05/2005-01/2019 АО «КБТУ», г. Алматы, Старший научный сотрудник, ассоциированный профессор, профессор, зав. кафедрой высшей математики и кибернетики, руководитель НОЦ
- 03/2019-01/2019 НАО «КазНИТУ им. К. И. Сатпаева», г. Алматы, Директор НОЦ, Профессор.

### Основные результаты
- Классифицированы системы линейных уравнений в частных производных, классы решений которых устойчивы в равномерной норме.
- Изучены свойства решений многомерных аналогов уравнения Бельтрами, описывающего квазирегулярные функции комплексного переменного.
- Построена теория квазирегулярных отображений нескольких пространственных переменных и для них доказана теорема устойчивости.
- Введены и изучены основные свойства отображений с ограниченным искажением групп Гейзенберга с метрикой Карно-Каратеодори, а также более общих двуступенчатых нильпотентных групп Ли.
- В соавторстве с К. Кроуком и В. А. Шарафутдиновым доказана локальная граничная теорема жесткости для римановых многообразий ограниченной сверху кривизны.
- В соавторстве с В. А. Шарафутдиновым доказана теорема конечности для инфинитезимальных изоспектральных деформаций многообразий с геодезическим потоком аносовского типа и доказана единственность решений некоторых задач интегральной геометрии на таких многообразиях.

### Основные публикации
- Даирбеков Н. С. Отображения с ограниченным искажением на группах Гейзенберга // Сиб. матем. журн. 2000, 41 (3), 567—590.
- Croke C., Dairbekov N. S., Sharafutdinov V. A. Local boundary rigidity of a compact Riemannian manifold with curvature bounded above // Trans. Amer. Math. Soc. 2000, 352, 3937-3956.
- Dairbekov N. S. Mappings with Bounded Distortion of Two-Step Carnot Groups. Труды по анализу и геометрии. Новосибирск, Ин-т математики СО РАН, 2000, 122—155.
- Даирбеков Н. С., Шарафутдинов В. А. О задаче спектральной жесткости для многообразий Аносова. Труды конференции, посвященной 70-летию В. А. Топоногова. Новосибирск, Ин-т математики СО РАН, 2001, 57-75.
- Введение в пространства Соболева [Текст] : учеб.пособие / Н. С. Даирбеков ; НГУ. — Новосибирск : Изд-во НГУ, 1999. — 73 с.; 20 см.
- Даирбеков Н. С. Лекции по линейной алгебре и дифференциальной геометрии. — Новосибирск: НГУ, 2003. — 75 с.